# Trebouxiophyceae
A Trebouxiophyceae a valódi zöldmoszatok (Chlorophyta) Chlorophytina csoportjának Utc kládjának polifiletikus osztálya. A kládba egysejtű, kolóniaképző és többsejtű fajok egyaránt tartoznak, és édesvízi és szárazföldi környezetekben egyaránt megtalálhatók. Egyes kládjai elvesztették képességüket a fotoszintézisre, és ozmotróf paraziták lettek, erre példák a Prototheca és Helicosporidium nemzetségek.

## Történet
Először ultraszerkezeti jellemzők, például az óramutató járásával ellentétes elrendezésű alapi testek, telofázis során eltűnő mitózisorsó és fikoplasztmediált citokinézis alapján írták le. 2015-től elsősorban filogenetikai jellemzők – különösen 18S rRNS – alapján írják le.
2019-ben Adl et al. lehetséges polifiletikus csoportként írták le, melynek Trebouxia nemzetsége parafiletikus.
A Protothecát eredetileg a gombákhoz sorolta Wilhelm Krüger, csak 1913-ban sorolta Chodat a valódi zöldmoszatok közé Chlorellához hasonló belső spóratermelési mechanizmusa miatt. Morfológiai, fiziológiai és immunfluoreszcenciás vizsgálatok alapján a P. moriformist, a P. chlorelloidest, a P. pastoriensist, a P. trisporát és a P. ubrizsyit a P. zopfii szinonimájaként írták le, de 1985-ben Pore ezeket önálló fajoknak tekintette. A P. blaschkeaet 2006-ban írták le Roesler et al.

## Morfológia
Úszó sejtjei 1 vagy 2 ostorpárral rendelkeznek masztigonéma nélkül. Alapi testei 4, keresztben elrendezett mikrotubulus-gyökérrel rendelkezik, benne többrétegű szerkezettel és egy kisebb gyökérrel, melyek 2 és több mikrotubulusú csoportok közt váltakoznak, emellett jelentős, kereszt alakú rizoplasztjuk van, mely szintén az óramutató járásával ellentétesen helyezkedik el. Általában van sejtfala, ez a Protothecában 2, a többi fajban, például a Chlorella nemzetségben 3 rétegű.

## Életmód
Szabadon élő és zuzmókban élő szimbionta fajai vannak, egyes nemzetségek – például a Prototheca és a Chlorella – azonban opportunista patogéneket is tartalmaznak. Zuzmóképző fajok legalább 22 nemzetségben találhatók.
Egyes fajai – például a Chlorella heliozoae – a gombák mellett különböző más élőlények, például egyes Amoebozoa- vagy napállatkakládok endoszimbiontái lehetnek.

## Életciklus
Életciklusában 2019-ig csak ivartalan szaporodást figyeltek meg, mely történhet auto- vagy zoospóra útján. Bár beszámoltak ivarosan szaporodó fajokról, azt nem figyelték meg. Ivartalan szaporodás során a sejtplazma az érés során barázdálódik, endospórákat létrehozva, melyek az elődsejtből (sporangium) kiszabadulás során és után megnőnek, s asszimilatív állapotba kerülnek. Fajtól függően 2–20 endospóra alakul így ki, melyek eleinte szabálytalan alakúak, kiszabadulásuk passzív. A Chlorellával rokon, protozoonokkal és gombákkal szimbiózisban élő fajokat korábban „zoochlorellának” is nevezték.

## Ökológia
Másodlagosan heterotróf fajai növekedését a fény nem növeli jelentősen, a kék fény a P. zopfii sejtlégzését gátolja. Egyes fajai képesek erjesztésre is, ekkor a P. zopfii 1 mol glükózból 2 mol tejsavat állít elő a homolaktikus erjesztő baktériumokhoz hasonlóan. Feltételezték ezenkívül, hogy a Prototheca nem képes anaerob módon gázt termelni.

## Jelentőség
A Prototheca és Chlorella állati és ritkán humán patogén. Az első humán chlorellosisos eset 1983-ban jelent meg, és műtéti seb folyóvíznek való kitettsége okozta, míg az első Prototheca wickerhamii-eset 1964-ben jelent meg Sierra Leonében,
A chlorellosis a protothecosisnál jelentősen ritkább: míg utóbbiról számos eset ismert, előbbiről 2014-ben csak 2 humán eset volt ismert.

## Fordítás
Ez a szócikk részben vagy egészben  a   Trebouxiophyceae című angol Wikipédia-szócikk ezen változatának fordításán alapul.  Az eredeti cikk szerkesztőit annak laptörténete sorolja fel. Ez a jelzés csupán a megfogalmazás eredetét és a szerzői jogokat jelzi, nem szolgál a cikkben szereplő információk forrásmegjelöléseként.